# سارانتسی
سارانتسی (به لاتین: Sarantsi) یک منطقهٔ مسکونی در بلغارستان است که در Gorna Malina Municipality واقع شده‌است. سارانتسی ۳۱۸ نفر جمعیت دارد و ۶۴۳ متر بالاتر از سطح دریا واقع شده‌است.